# Paulo Bagueira
Paulo Roberto Mattos Bagueira Leal, mais conhecido por Paulo Bagueira (Niterói, 5 de junho de 1959) é um politico brasileiro filiado ao União Brasil. Foi vereador e vice-prefeito de Niterói.

## Biografia
Nascido e criado no bairro do Barreto, na zona norte de Niterói, iniciou sua carreira política ocupando o cargo de Secretário Regional do Barreto. Exerceu mandato de suplente de vereador na Câmara Municipal de Niterói pela primeira vez em 1993, quando foi eleito suplente de vereador pelo PDT. Foi eleito pela primeira vez vereador de Niterói em 1996 pelo PDT, obtendo naquele eleição 3412 votos. Renovou seu mandato consecutivamente em 2000, obtendo 4408 votos. 2004, obtendo 3872 votos. 2008, obtendo 4048 votos 2012, obtendo 5067 votos e em 2016 com 4675 votos. Em 2009, foi eleito presidente da Câmara Municipal de Niterói, função que ocupou por 10 anos consecutivos.
Ocupava seu sexto mandato consecutivo como vereador, já filiado ao Solidariedade, quando assumiu a prefeitura após a renúncia do vice-prefeito Comte Bittencourt e o posterior afastamento do prefeito Rodrigo Neves, em 2018. Exerceu o mandato interinamente de prefeito de Niterói no período de 10 de dezembro de 2018 a 13 de março de 2019.
Quando Rodrigo Neves, reassumiu o comando do município, retornou à sua função de presidente da Câmara Municipal de Niterói, mas foi convidado a assumir no dia 10 de abril de 2019 a Secretaria Executiva do município, cargo que ocupou até assumir o mandato de deputado estadual pela Alerj
Em 2018, foi eleito segundo suplente de deputado estadual para a legislatura 2019–2023, pela coligação SD - PTB, tendo obtido 24.426 votos. Com a prisão de Marcus Vinícius de Vasconcelos Ferreira, assumiu a vaga em julho de 2019. exercendo o mandato de deputado estadual até o dia 27 de maio de 2020
Foi eleito no primeiro turno nas eleições de 2020, Vice-Prefeito do município de Niterói, concorrendo na chapa encabeçada pelo engenheiro florestal Axel Grael. Juntos receberam 62,56% dos votos válidos (151.846 votos). Não disputou a reeleição ao cargo em 2024. Com a eleição de Rodrigo Neves, foi nomeado como secretário de governo de Niterói.